# Copiphora producta
Copiphora producta är en insektsart som beskrevs av Bolívar, I. 1903. Copiphora producta ingår i släktet Copiphora och familjen vårtbitare. Inga underarter finns listade i Catalogue of Life.